# سیارک ۱۱۷۲۰
سیارک ۱۱۷۲۰ (به انگلیسی: 11720 Horodyskyj، نامگذاری:1998HZ99) یازده هزار و هفتصد و بیستمین سیارک کشف شده‌است که در ۲۱ آوریل ۱۹۹۸ کشف شد.
قدر مطلق سیارک برابر ۱۴٫۲ است.